# Darerca von Irland
Darerca von Irland (irisch Dairearca, bretonisch Dalerc'ha, auch bekannt als Darérea oder Darerque; geboren im 4. Jahrhundert in Großbritannien; gestorben im 5. Jahrhundert in Irland) ist eine legendäre Heilige aus dem römischen Britannien, die im fünften Jahrhundert lebte und teilweise als Schwester des Heiligen Patrick gilt.

## Leben
Die biografischen Quellen über Darerca sind dürftig und ihre Geschichte ist mit vielen Unklarheiten behaftet, da mittelalterliche Schriftsteller Legenden mit ihrem Leben verknüpften und es so erschwerten, faktisches und fiktives hinreichend zu trennen. Abgesehen von ihrer Beziehung zu Irlands Nationalapostel ist ihr eigener Ruhm früh begründet, was sie zu einer Heiligen und Mutter von mindestens siebzehn Kindern (manchen Quellen zufolge bis zu 27 Kindern), darunter zehn Bischöfen macht. Unter ihnen Mael von Ardagh († 488), Secundinus von Irland (* um 372/373; † um 447/448) und Ríoch von Inisboffin († um 480). Einer Überlieferung zufolge konnte Darerca Wunder wirken und hatte die Gabe der Prophezeiung.
Als der heilige Patrick Bredach in der Grafschaft Derry besuchte, wie es in der Vita tripartita Sancti Patricii (deutsch Dreiteiliges Leben des Heiligen Patrick) erwähnt wird, weihte er Aengus mac Ailill, den örtlichen Stammesfürst von Moville (heute ein Badeort für die Bürger von Derry). Dort fand er „die drei Diakone“, die Söhne seiner Schwester. Diese Diakone wurden schließlich zu Bischöfen geweiht und wurden die Heiligen Reat, Nenn und Aedh. Deren Gedenktage sind der 3. März, der 25. April und der 31. August.

## Ehen und Kinder
Darerca war mindestens zweimal verheiratet. Den bretonischen Überlieferungen zufolge war sie u. a. die zweite Frau von Conan Meriadoc, dem sagenhaften ersten Herzog der Bretagne. Sie war auch die Mutter seines ältesten Sohnes Gradlon (Gradlon Mawr bzw. Gradlon Meur) der später als Gradlon der Große der halb-legendärere „König“ von Cornouaille aus dem 5. Jahrhundert wurde.
Darercas zweiter Ehemann, Chonas der Brite, gründete die Kirche von Both-chonais, heute Binnion, Pfarrei von Clonmany (irisch Cluain Maine) in der Baronie Inishowen in der Grafschaft Donegal. Sie hatte Kinder von beiden Ehemännern, manche sagen siebzehn Söhne, von denen alle, nach dem irischen Schriftsteller John Colgan (um 1592–1658), Bischöfe wurden (Der bretonischen Geschichte zufolge wurde mindestens einer von ihnen König der Bretagne).
Aus dem „Dreiteiligen Leben des Heiligen Patrick“ geht hervor, dass es vier Söhne von Darerca und Chonas gab, und zwar die vier Bischöfe Sankt Mel von Ardagh († 488), Sankt Rioch von Inisboffin († um 480), Sankt Muinis von Forgney im County Longford und Sankt Maelchu. Ein weiterer heiliger Muinis, Sohn von Gollit, wird als von Tedel in Ara-cliath beschrieben.
Darerca hatte zwei Töchter, die heilige Eiche von Kilglass im County Sligo und die heilige Lalloc von Senlis. Ihr erster Ehemann war Restitutus der Langobarde, nach dessen Tod heiratete sie Chonas den Briten.
Durch Restitutus war sie die Mutter von Sankt Sechnall († um 447/8) von Dunshaughlin, von Sankt Nectan von Killunche und von Fennor (in der Nähe von Slane), von Sankt Auxilius oder Usaille von Killossey (in der Nähe von Naas, County Kildare), von Sankt Diarmaid von Druim-corcortri (in der Nähe von Navan) und fünf weiteren Kindern, und zwar Dabonna, Mogornon, Drioc, Luguat und Coemed Maccu Baird (dem Langobarden) von Cloonshaneville, in der Nähe von Frenchpark, County Roscommon.
Vier weitere Söhne werden ihr von alten irischen Schriftstellern zugeschrieben und zwar Sankt Crummin von Lecua, Sankt Miduu, Sankt Carantoc und Sankt Maceaith. Letzterer ist nach John Colgan mit Liamania (Liamhain) identisch, darf aber nicht mit der heiligen Modwenna (Moninne, um 435–um 517 Gedenktag 6. Juli) sowie der Mutter des Hl. Ciarán von Clonmacnoise, die beide auch als Darerca bekannt sind, verwechselt werden. Der normannische Benediktinerabt Gottfried von Burton setzte sie mit der Heiligen Morwenna von Burton gleich und schlachtete das Werk des Conchubranus für deren Vita aus.
Der Gedenktag der heiligen Darerca ist der 22. März und sie ist die Schutzpatronin von Valentia Island.